# أبجدية إنجليزية
الحروف الأبجدية الحديثة للغة الإنكليزية مستندة إلى الأبجدية اللاتينية التي تتكون من 26 حرفًا،  وهي الحروف نفسها التي توجد في الأبجدية اللاتينية الأساسية الحديثة:
| Majuscule Forms (الأشكال الكبيرة) (وتسمى أيضا uppercase أو capital letters) |   |   |   |   |   |   |   |   |   |   |   |   |   |   |   |   |   |   |   |   |   |   |   |   |   |
| Z                                                                           | Y | X | W | V | U | T | S | R | Q | P | O | N | M | L | K | J | I | H | G | F | E | D | C | B | A |
| Minuscule Forms(الأشكال الصغيرة) (وتسمى أيضا lowercase أو small letters)    |   |   |   |   |   |   |   |   |   |   |   |   |   |   |   |   |   |   |   |   |   |   |   |   |   |
| z                                                                           | y | x | w | v | u | t | s | r | q | p | o | n | m | l | k | j | i | h | g | f | e | d | c | b | a |

الشكل الدقيق للحروف المطبوعة يختلف تبعًا للآلة الكاتبة، شكل الأحرف المكتوبة بخط اليد يمكن أن يختلف اختلافًا كبيرًا عن النموذج القياسي المطبوع (من فرد لأخر)، وخاصة عند الكتابة بأسلوب الأحرف المتصلة. انظر المقالات عن كل حرف على حدا للحصول على معلومات حول شكل وأصل الحروف (اتبع الرابط لأيٍ من الأحرف الكبيرة). كما تستخدم اللغة الإنجليزية المكتوبة عددًا من الديغراف، لكنها لا تعدّ جزءًا من الأبجدية.

## التاريخ

### اللغة الإنجليزية القديمة
اللغة الإنكليزية اُستخدمت في الكتابة لأول مرة في الأحرف الأنجلوسكسونية الرونية، وكان هذا في القرن الخامس. هذه الحروف الأبجدية وصلت إلى ما هي عليه الآن في انكلترا، جنبًا إلى جنب مع الشكل الأولى من اللغة نفسها، من قبل المستوطنين الأنجلو سكسونيين. نجى القليل من هذا الشكل من اللغة الإنجليزية القديمة المكتوبة، وهي في معظمها نقوش أو بقايا قصيرة.
الأبجدية اللاتينية، التي قدمها المبشرون المسيحيون، بدأت تحل محل شكل الأحرف الأنجلوسكسونية الرونية من حوالى القرن السابع الميلادي، على الرغم من أن الاثنين بقيا متوازيان لبعض الوقت. الFuthorc أثر على الأبجدية اللاتينية عن طريق تزويدها بحروف thorn (Þ þ) وwynn Ƿ ƿ eth (Ð ð) وضع في وقت لاحق كتعديل على الD، وأخيرا yogh قالب:Latinx قالب:Latinx تم إنشاؤها بواسطة نورمان سكريبس منg المنفصل من اللغة الإنجليزية والأيرلندية القديمة، واستخدامها جنبًا إلى جنب مع gالكارولنجية.
جمع a-e  في.(ash، Æ æ) اُعتمد بوصفه حرفًا بحد ذاته، وسمى باسم futhorc rune. كما ظهرت في بوادر الإنجليزية القديمة أيضًا جمع (œðel (ethel, Œ œ كحرف منفصل، وبالمثل سمى باسم odal. الرونى، بالإضافة إلى ذلك ،كان جمع الv-v في (w) (double-u) قيد الاستخدام.
في عام 1011، استخدم كاتب يدعى Byrhtferð الأبجدية الإنجليزية القديمة بغراض الترقيم. أولًا سرد حروف الأبجدية اللاتينية ال24 (بما في ذلك العطف) في البداية، ثم 5 حروف إنجليزية أخرى، بدءًا ond  كرمز ⁊ مستقل ل"و "(and)
A B C D E F G H I K L M N O P Q R S T V X Y Z & ⁊ Ƿ Þ Ð Æ

### الإنجليزية الحديثة
في الاستهجاء في اللغة الإنجليزية الحديثة أصبحت، thorn(þ) ،eth (ð) (ذ)، wynn ƿ، yogh قالب:Latinx، ، ash æ ethel œ حروف بالية. أُعيد التلاعب بالألفاظ اللاتينية في ash وethel إلى اللغة الإنجليزية الحديثة والمتوسطة، على الرغم من أنها لا تعدّ نفس الحروف [بحاجة لمصدر]، بل أربطة[ ؟ ]، وهى على أي حال قديمة نوعًا ما. Thorn وeth استعاضوا عنهم بth،  على الرغم من استمرار Thorn في الوجود لبعض الوقت، وشكله المصغر أصبح شكله تدريجيًا غير مميز عن Y المصغرة في معظم الكتابة اليدوية. منل Y بدلًا th لا يزال يُرى في pseudo-archaisms مثل "Ye Olde Booke Shoppe". حروف þ وð لا تزال تستخدم في يومنا هذا في، آيسلندا. Wynn اختفت من اللغة الإنكليزية تقريبًا في القرن الرابع عشر عندما حلت محلها uu، والتي تطورت في نهاية المطاف إلى w الحديثة. Yogh اختفت حوالي القرن الخامس عشر، وكان يتم عادة استبدالهل بgh.
حروف uوj، تمييزت عن v وi، وأدخلوا في القرن السادس عشر، وأخذت w وضعها حرف مستقل، وبذلك تتألف الأبجدية الإنجليزية الآن من ال26 حرفًا التالية:
ABCDEFGHIJKLMNOPQRSTU VWXYZ
الشكل الصغيرة المتغير من S ſ استمر في الإنكليزية الحديثة إلى وقت مبكر، وكان يستخدم في موقف غير نهائي حتى أوائل القرن التاسع عشر.
æ وœ لا تزال تستخدم في الكتابة الرسمية لبعض الكلمات ذات الأصل اليوناني أو اللاتيني، مثل encyclopædiaوcœlom. ولكن قلة الوعي والقيود التكنولوجية (مثل غيابهم عن لوحة المفاتيح القياسية ) جعلت من الشائع أن نراها تصبح "ae" و"oe"، على التوالي، وعدم استخدامها أكاديمياً في العصر الحديث. هذه الحروف المركبة لا تستخدم في اللغة الإنجليزية الأميركية، حيث a منفصلة وe في تحل في الغالب محل الأثنين (على سبيل المثال، encyclopedia  بدل encyclopædia وfetus  بدلfœtus).

## التشكيل
علامات التشكيل تظهر أساسا في الكلمات المستعارة مثلnaïve وfaçade. عندما تجنست مثل هذه الكلمات تخلوا عن التشكيل، وكما هو الحال الآن في كثير من الأحيان مع الأثنان المذكوران. الكلمات التي لا يزال ينظر إليها على أنها أجنبية تميل إلى الاحتفاظ به، على سبيل المثال، الاستهجاء الوحيد لsoupçon  الموجود في المعاجم الإنجليزية (OED، وغيرها) يستخدموا فيه التشكيل. وأيضا يرجح أكثر أن يتم الاحتفاظ بالتشكيل في حال حدوث أختلاط مع كلمة أخرى (على سبيل المثال، résumé بدلا منresume)، ونادرا ما تضاف، (كما هو الحال في maté، من yerba mate في الأسبانية، على نمط café، في الفرنسية).
أحيانا، وبخاصة في الكتابة القديمة يستخدم التشكيل للإشارة إلى مقاطع الكلمة: (cursed  (verb وهى تنطق من مقطع واحد، في حين (cursèd( adjective تنطق من مقطعين اثنين. وبالمثل، في chicken coop الحروف -oo- ، تمثل مصوتا واحدا (أ الحرف المزدوج)، في zoölogist وcoöperation، تمثل اثنين. grave أو diaerisis, acuteقد توضع على 'e' في نهاية الكلمة للإشارة إلى أنه ليست صامتة، وتبين كيف يجب أن تنطق بدلا من ذلك. ومع ذلك هذه الأدوات اختيارية، وفي الواقع نادرا ما يتم استخدمها الآن حتى حيث ستقوم بتخفيف قدر من الارتباك.

## العطف
والعطف (&) قد نراه أحيانا في نهاية الأبجدية الإنكليزية، كما هو الحال في قائمة حروف Byrhtferð في 1011. النطق الصحيح للكلمة هو رباط لحروف Et. في الإنجليزية يستخدم لتمثيل كلمة and  وقي اللاتينية et، كما هو الحال في اختصار c& في (et cetera).

## الفاصلة
الفاصلة، بينما لا تعدّ جزءا من الأبجدية الإنجليزية، تستخدم لاختصار الكلمات الإنكليزية. بضعة أزواج من الكلمات، مثل its (ينتمى إلى) وit's في  (it is or it has)، وwere (الجمع منwas) وwe're هي (we're)، وshed  (التخلص من) وshe'd هي (she would or she had) تُميز في الكتابة فقط من خلال وجود أو عدم وجود الفاصلة. الفاصله أيضا تميز نهايات الملكية  -'s و-s'  من نهاية الجمع العامة -s.

## أسماء الحروف
أسماء الحروف ونادرا ما يتم نطقها، إلا عندما تستخدم في الاشتقاقات أو الكلمات المركبة (على سبيل المثال tee-shirt، deejay، emcee، okay، aitchless، aitchless، الخ)، وأشكال مستمدة (على سبيل المثال exed out، effing، to eff وblind، الخ)، وأسماء الأشياء التي سُمت على اسم (على سبيل المثال em (مسافة) في مجال الطباعة وwye (تقاطع) في السكك الحديد). النماذج المذكورة أدناه هي من قاموس أوكسفورد الإنكليزي. وكذلك أحرف العلة تمثل نفسها، والحروف الساكنة عادة ما تكون على شكل يتفق + ee أو e + ساكن (مثل bee وef). الاستثناءات هي حروف اتش ، جاي كاي، كيو ،ار، اسس سطيف (ولكن اسس في مركبات)، واي، وزيد. صيغ الجمع لحروف العلة هي اaes, ees, and oes.، جمع من الحروف الساكنة في النهاية  -s أو في حالات aitch، ess و ex ، تكون -es. بطبيعة الحال يمكن لجميع الحروف التعبير عن أنفسهم، وعموما في الشكل الكبير (okay أو OK، وemcee أو MC)، والجمع يتستند على هذا (As, Bs, etc.)
| الحرف | اسم الحرف                                       | اللفظ                         |
| ----- | ----------------------------------------------- | ----------------------------- |
| A     | a                                               | ‎/eɪ/‏                          |
| B     | bee                                             | ‎/bi:/‏                         |
| C     | cee                                             | ‎/si:/‏                         |
| D     | dee                                             | ‎/di:/‏                         |
| E     | e                                               | ‎/i:/‏                          |
| F     | ef و(eff كفعل)                                  | ‎/ɛf/‏                          |
| G     | gee                                             | ‎/dʒi:/‏                        |
| H     | aitch                                           | ‎/eɪtʃ/‏                        |
| H     | haitch أحيانا في الإنجليزي الأسترالي والأيرلندي | ‎/heɪtʃ/‏                       |
| I     | i                                               | ‎/aɪ/‏                          |
| J     | jay                                             | ‎/dʒeɪ/‏                        |
| J     | jy اللغة الإنجليزية في الاسكتلندي               | ‎/dʒaɪ/‏                        |
| K     | kay                                             | ‎/keɪ/‏                         |
| L     | el                                              | ‎/ɛl/‏                          |
| M     | em                                              | ‎/ɛm/‏                          |
| N     | en                                              | ‎/ɛn/‏                          |
| O     | o                                               | ‎/oʊ/‏                          |
| P     | pee                                             | ‎/pi:/‏                         |
| Q     | cue                                             | ‎/kju:/‏                        |
| R     | ar                                              | ‎/ɑr/‏                          |
| S     | ess (يُتهجى es في مركبات مثل es- hook)           | ‎/ɛs/‏                          |
| T     | tee                                             | ‎/ti:/‏                         |
| U     | u                                               | ‎/ju:/‏                         |
| V     | vee                                             | ‎/vi:/‏                         |
| W     | double u                                        | ‎/ˈdʌbəlju:/‏ في الكلام المتحفظ |
| X     | ex                                              | ‎/ɛks/‏                         |
| Y     | wy أو wye                                       | ‎/waɪ/‏                         |
| Z     | zed                                             | ‎/zɛd/‏                         |
| Z     | zee في اللغة الإنجليزية الأميركية               | ‎/zi:/‏                         |
| Z     | izzard في بعض العبارات اللهجة                   | ‎/ˈɪzərd/‏                      |

بعض الحروف، مثل pee وbee، أو em وen، من السهل الخلط بينها في الكلام، وخصوصا عندما تسمع عبر الهاتف أو جهاز للاتصالات لاسلكي. نطق الحروف مثل NATO في صوتيات الأبجدية، تستخدم من قبل الطائرات الطيارين ورجال الشرطة وغيرهم، وهى مصممة للقضاء على هذا الالتباس المحتمل من خلال إعطاء لكل حرف اسم يبدو مختلفا تماما عن الآخر.

## علم الأصوات
الحروف A, E, I, O, U تعدّ حروف علة ؛ الحروف المتبقية تعدّ ساكنة[ ؟ ] s. ومع ذلك، W, Y أحيانا قد تكون بمثابة حروف علة. (انظر الكلمات دون أحرف العلة.)

## ترددات الحروف
الحروف الأكثر استخداما في اللغة الإنجليزية هي E والأقل استخداما Z.
القائمة أدناه تبين تواتر استخدام الرسالة باللغة الإنجليزية.
| التقدير | التكرار: |
| ------- | -------- |
| A       | 8.17 ٪   |
| B       | 1.49 ٪   |
| C       | 2.78 ٪   |
| D       | 4.25 ٪   |
| E       | 12.70 ٪  |
| F       | 2.23 ٪   |
| G       | 2.02 ٪   |
| H       | 6.09 ٪   |
| I       | 6.97 ٪   |
| J       | 0.15 ٪   |
| K       | 0.77 ٪   |
| L       | 4.03 ٪   |
| M       | 2.41 ٪   |
| N       | 6.75 ٪   |
| O       | 7.51 ٪   |
| P       | 1.93 ٪؜   |
| Q       | 0.10 ٪   |
| R       | 5.99 ٪   |
| S       | 6.33 ٪   |
| T       | 9.06 ٪   |
| U       | 2.76 ٪   |
| V       | 0.98 ٪   |
| W       | 2.36 ٪   |
| X       | 0.15 ٪   |
| Y       | 1.97 ٪   |
| Z       | 0.07 ٪   |